# Formula 2000
La Formula 2000 è un campionato organizzato dalla Federazione Italiana Scuderie Automobilistiche, dal 1980 al 1995 era animato da vetture di Formula 3 con uno o più anni di anzianità, i motori erano da 2000 cm³ di cilindrata, da cui deriva il nome della categoria, ma il condotto di aspirazione dei motori era limitato a un massimo di 23,5 mm, mentre le Formula 3 avevano il condotto da 24 mm. Nel 2008 ne è stato riesumato il nome.

## Storia
Introdotta nel 1980 per evitare il deperimento delle monoposto di Formula 3 più obsolete, allora soggette a repentino ricambio visto il buon momento economico delle corse nazionali, vide come primo campione il piacentino Cesare Passoli poi affermato team manager di Formula 3. Nel corso degli anni in questa categoria apparvero molti affermati concorrenti quali Nino Famà più volte campione della serie, Mimmo Schiattarella, campione della serie nel 1987, che arrivò a correre in Formula 1, Luca Rangoni, Stefano Marostica, Andrea Boldrini, Oliver Martini, Oliviero Saleri, Alessandro Belloni, Romano Zani, Alberto Lenti (pilota test driver per l'Osella F1 nel 1987), Giovanni Gulinelli, Walter Margelli, Pasquale Zullo, Paolo Meloni, i fratelli Raimondi e Merendino e il giovanissimo e promettente Giancarlo Capasso che, al suo esordio nel Campionato del 1982, stupì tutti con due Pole Position e tre giri veloci in gara, salendo sul podio in cinque occasioni. Diversi concorrenti stranieri quali il greco Nikolaos Stremmenos, il giapponese Tsuyoshi Takahaski figlio del campione giapponese Kunimitsu Takahashi, il venezuelano Giovanni John Jay, e gli argentini Alejandro Pagani, Sergio Alaux e soprattutto Esteban Tuero e Gastón Mazzacane, poi piloti di Formula 1, secondo assoluto nel 1994, anno caratterizzato anche dal terribile incidente del milanese Michele Annoni a Vallelunga.
A partire dal 1985 in Formula 3 furono vietate le vetture con bandelle striscianti, le cosiddette Wing car, che però furono usate nella Formula 2000, questo fece sì che le Formula 2000 in alcuni casi avessero prestazioni migliori delle Formula 3, ad esempio a Magione nel 1985 Alberto Lenti, con una Ralt del 1984, ottenne il record sul giro che era migliore di quello ottenuto da Alex Caffi con una Formula 3 senza bandelle. Quindi per alcuni anni in questa categoria non ci fu ricambio di vetture, ma si continuò a correre con le vecchie wing-car di Formula 3, fino a che le bandelle striscianti non furono vietate anche in Formula 2000.
Nel 1995 la Formula 2000 disputò la sua ultima stagione affiancata alla Superformula che sempre appoggiata dalla F.I.S.A. prese del tutto il suo posto nel 1996. Le vecchie Formula 2000 passarono nei ranghi della Formula 3 tricolore allo scopo di rimpinguarne i ranghi, assumendo la denominazione di Formula 3 Nazionale o Formula 3 Classe B. Ma l'espediente durò solo un anno nonostante risultati molto promettenti, e l'unico campione fu il romano Andrea Cammarone dopo breve lotta con Andrea Pedrini e Gabriele Gardel. Le ex-Formula 2000 confluirono nel Driver's Trophy del Gruppo Peroni di Roma rimpinguando i ranghi della preesistente Formula 3 Club, che nel 1997 vide la vittoria del pisano Filippo Francioni poi pilota di sport-prototipi, e nel 1999 arrivò a registrare punte di 25 iscritti contro i 10 del campionato nazionale.
Nel nuovo millennio le Formula 3 più datate sono passate nei ranghi della rediviva Formula 3 Classe B, ora in quelli della Formula 3 Club di Peroni, che spesso veniva identificata come Formula 2000.
Dopo molte voci sulla possibile riattivazione di questo nome, nel 2008 è giunta la conferma sul ripristino della categoria, curato dalla Federazione Italiana Scuderie Automobilistiche.
Il campionato di Formula 2000 di nuova generazione, partito il 30 marzo 2008 a Magione, si divide in due categorie distinte. Una è la Formula 2000 Light ideata da Eros Di Prima e composta da vetture Tatuus della Formula Renault 2000 e da F.3, l'altra è la Formula 2000 Club aperta alle tradizionali Formula 3 più datate e anche ad altri tipi di monoposto quali Formula Renault pre-monomarca, Formula Alfa Boxer eccetera, ma quest'ultima non ha avuto pressoché alcun successo ed è stata cancellata dopo il primo fine settimana di gare dove si sono schierate al via solamente tre vetture.
Anche per il 2009 viene riproposta la serie Formula 2000 Light costituita da 12 gare in sei fine settimana una Opening e una Winter serie.
Nel 2008 sono stati più di cinquanta differenti piloti a partecipare alle gare dando vita ad una serie che è risultata molto apprezzata per i costi contenuti e accessibili a molti, a vincere nel 2008 è stato il Sardo Mario Bertolotti con il team CO2 Motorsport, mentre la Opening è stata vinta da Cristian Corsini e il Winter Trophy dal Cileno Martin Scuncio.
Nel 2009 la Formula 2000 Light è stata inserita dalla Federazione Italiana Scuderie Automobilistiche tra le sue categorie.